# Верхнекускоквимский язык
Верхнекускоквимский относится к северному ареалу атабаскской языковой семьи. Это один из 11 атабаскских языков, распространённых на Аляске. В начале 60-х годов М. Краусс и Р. Коллинз определили, что верхнекускоквимский является отдельным языком наряду с соседними языками той же языковой семьи, такими как коюкон, дена’ина, ингалик и танана.

## Социолингвистические сведения
Носители данного языка обитают в верхнем течении реки Кускоквим, главным образом в деревнях Николай и Телайда. Традиционно верхнекускоквимцы были таёжными кочевниками. В XIX веке они подверглись огромному влиянию российских миссионеров и поголовно приняли православие, которое остаётся их вероисповеданием и по сей день. Миссионеры оказали немаловажное влияние не только на культуру, но и на язык верхнекускоквимцев. Насчитывается около 70 заимствований из русского языка, а церковнославянский используется как язык церковных песнопений. Несмотря на то что верхнекускоквимцы не понимают ни русский, ни церковнославянский, многие из них способны воспроизводить достаточно длинные молитвы на церковнославянском по памяти.
На данный момент насчитывается около 200 человек, связанных с верхнекускоквимским племенем по происхождению. Стоит отметить, что это достаточно небольшое число даже в сравнении с другими племенами Аляски. К тому же из них только 30—40 человек являются носителями верхнекускоквимского языка. Это связано с тем, что большинство представителей данного этноса — смешанного происхождения, обычно происходящих от индейской матери и белого отца. К тому же с 1960-х годов дети из Николая и Телайды воспитывались на английском. На сегодняшний день только 3—4 носителям меньше 40 лет. Сейчас верхнекускоквимский преподают в школе, но несмотря на это, он продолжает исчезать.

## Лингвистическая характеристика

### Фонетика и фонология
В верхнекускоквимском 6 гласных фонем: 4 полные и 2 редуцированные: a [å], o, e [i], u, i [ê] и w [ќ]. 6 рядов шумных согласных, из которых 5 — переднеязычные: межзубные, зубные, ретрофлексные, альвеолярные, латералы. В каждом из этих 5 рядов есть аффрикаты и фрикативные. В заднеязычном ряду есть только смычные. Смычные и аффрикаты представлены в каждом ряду тремя фонемами: слабопридыхательной (глухой), абруптивной и простой (звонкой). Во всех рядах шумных есть фрикативы, которые бывают глухими и звонкими. Кроме этого в верхнекускоквимском есть сонорные, глайды и смычка: m, n, nh, n', l, y [j], y', '.
В верхнекусковимском наблюдается очень сильное диалектное варьирование, несмотря на то, что у этого языка так мало носителей и все они живут рядом с друг другом уже более 50 лет. Это варьирование выражается в смешении переднеязычных согласных. В разных семьях смешение рядов согласных представлено в разной степени. В верхнекускоквимском есть ещё одно диалектное варьирование. В протоатабасксом языке, предке всех атабаскских языков, была тоновая система, и в современных атабаскских языках она присутствует, но во всех языках она отражена по-разному и в разной степени и верхнекускоквимский не исключение.

### Морфология
В верхнекускоквимском выделяются 3 основные части речи: глагол, имя (существительное) и частицы, представленные несколькими классами. Имён в этом языке достаточно мало по сравнению с европейским языками, к тому же они довольно часто образуются от глаголов. Они называют лиц, места и предметы. Достаточно часто предложения не имеют существительных как таковых, так как местоимения, выражающие субъекты и объекты являются морфемами глаголов.

#### Глагол
Глаголы в верхнекускоквимском языке имеют очень сложную структуру. Структура глагола имеет 13 основных позиций, некоторые из этих позиций состоят из нескольких подпозиций. Их могут занимать или не занимать различные морфемы, выражающие всевозможные значения. Эти морфемы могут быть местоимениями, маркерами косвенных падежей, локативами, директивами, инкорпорированными корнями, квалификаторами, индикаторами переходности, показателями спряжения, номинализаторами и др. Большинство этих позиций префиксальные, что является фундаментальной чертой атабаскских языков. Обычно глагол имеет 5—7 позиций, заполненных ненулевыми морфемами. Глагольный корень имеет фонемную структуру CV или CVC и обладает достаточно абстрактным значением.
Примеры верхнекускоквимских глаголов:
| ni-s-ma-sh                 |
| терм-1 ед/ном-плыть-имперф |
| Я подплываю.               |

|  |

| jise часы                                   |
| ghi-s-'o-\                                  |
| Прог-1 ед/Ном-нести компактный предмет-прог |
| Я несу часы.                                |

|  |

| ho-\ats-hi-gh-e-lo                                              |
| из углубления-земля-3 мн/ном-прог-перф-нести массивные предметы |
| Они вынимали землю из ямы.                                      |

|  |

| mi-k’its'-ts’i-z-do-ye              |
| 3/косв-на-1 мн/ном-компл/сидеть-рел |
| стул (то на чём мы сидим)           |

Верхнекускоквимский язык выражает множество аспектуальных категорий.
| i\chonh   | идет дождь          | -it is raining-          | имперфектив |
| ghe\chon' | прошёл дождь        | -it rained-              | перфектив   |
| ta\chon'  | начинает идти дождь | -it is starting to rain- | инсептив    |
| to\che\   | пойдет дождь        | -it will rain-           | будущность  |
| ghwchon'  | пусть идет дождь    | -let it rain-            | оптатив     |

Практически каждый глагол в верхнекускоквимском имеет классификаторы, но не всегда возможно определить, какую функцию они несут. Классификатор '\' обычно присутствует в глаголах, субъект действия которых является каузатором этого действия.
| 'l' | tu dinilghwts | вода кипит      |
| '\' | tu dini\ghwts | он кипятит воду |

#### Имя
Имена верхнекускоквимского языка можно разделить на два класса: те, которые обязаны иметь посессора, и те, которые могут его иметь или не иметь. Второй же класс, в свою очередь, можно разделить ещё на два класса: те, которые меняют своё произношение и орфографию, когда имеют посессора, и те, которые не меняются.
1. Имена, которые обязаны иметь посессора (обычно части тела):
| ch’ilo' | чья-то рука | someone’s hand |
| silo'   | моя рука    | my hand        |
| nilo'   | твоя рука   | your hand      |
| milo'   | его/её рука | his/ her hand  |
| dinalo' | наши руки   | our hands      |
| yuhlo'  | ваши руки   | your hands     |
| himilo' | их руки     | their hands    |

2a. Имена, которые могут иметь и не иметь посессора и которые меняют своё произношение и орфографию (одежда, личные вещи, названия озёр):
| tame\     | рыболовная сеть        | fishing net         |
| sitamela' | моя рыболовная сеть    | my fishing net      |
| nitamela' | твоя рыболовная сеть   | your fishing net    |
| mitamela' | его/её рыболовная сеть | his/her fishing net |

Примечание: произношение последней и первой согласной может изменяться и к слову добавляется '-a.
2b. Имена, которые могут иметь и не иметь посессора и которые не меняют своё произношение и орфографию (в основном обозначают, понятия, которые обычно никому не принадлежат):
| dineje         | лось     | moose    |
| sich’i dineje/ |          |          |
| sly dineje     | мой лось | my moose |

|  |

| k’esh        | береза     |
| sich’i k’esh | моя береза |

|  |

| tin   | тропа     | trail    |
| sitin | моя тропа | my trail |

Примечание: Слово не меняется, но 'ch’i' или 'y' может добавляться к местоимению
В некоторых случаях имена содержат суффикс -а', который показывает наличие посессивной связи:
| di\          | кровь     |
| mi-dil-a'    | его кровь |
| 3-кровь-пос. |           |

#### Местоимение
Местоимения в верхнекускоквимском могут быть как самостоятельными лексемами, так и инкорпорированными в глагол.
Примеры местоимений, представленных самостоятельными лексемами:
| se     | я              | I,me          |
| ninh   | ты, твой       | you, your(sg) |
| idenh  | он/она, его/её | him/her       |
| hwnde  | нам, нас       | us            |
| yuhwnh | вы, ваш        | you, your(pl) |
| ihdenh | им, их         | them, their   |
| jone   | этот           | this one      |
| yede   | тот            | that one      |

При инкорпорации местоимений в глаголы достаточно часто происходит фузия, в результате которой морфемы, выражающие местоимения, изменяют свою орфографию и произношение, но несмотря на это возможно выделить следующие местоимения:
| Объект (прямой и косвенный) |                   |            | Субъект   |            |           |
| --------------------------- | ----------------- | ---------- | --------- | ---------- | --------- |
| si                          | меня, мной, мне   | me         | -s-, -is- | я          | I         |
| ni-                         | тебе, тебя, тобой | you (sg)   | -n-, -e-  | ты         | you (sg)  |
| O;-, yi, mi-                | Текст ячейки      | him/her/it | ts’i-     | он/она/оно | he/she/it |
| dina-                       | нами, нам, нас    | us         | B         | мы         | we        |
| yuh-                        | вам, вами, вас    | you (pl)   | -uh-      | вы         | you(pl)   |
| himi-, hiy-                 | им, их, ими, них  | them       | hi-       | они        | they      |

Местоимение 'ch’i' или 'y', которое служит для идентифицирования объекта или посессора:
| ch’izis      | чья-то шкура  |
| ch’ika'      | чья-то ступня |
| ch’isyonh    | Я съел это    |
| mega isyonh  | Я съел хлеб   |
| ch’igheyone' | Он ел?        |
| litswh       | оно жёлтое    |
| litswghe     | что-то жёлтое |

#### Имя прилагательное
В верхнекускоквимском есть прилагательные, но их достаточно мало.
| chwh           | большой          |
| \ech’a chwh    | большая собака   |
| goya           | маленький        |
| tso’goya       | маленький бобер  |
| gwnh           | сушеный, вяленый |
| nilane gwnh    | вяленое мясо     |
| hwts’aka       | узкий            |
| hwna' nwts’aka | узкая река       |

#### Наречия
Наречия более многочисленный класс, чем прилагательные. Они имеют более сложную структуру, чем прилагательные, но не такую сложную, как у глаголов.
Временные наречия:
| kodet       | сейчас |
| nida’di’onh | давно  |

Наречия места:
| jot     | здесь       | here           |
| yet     | там         | there          |
| yodigi  | там наверху | up there       |
| yodigit | прямо там   | right up there |

Примечание: 't' на конце слов обозначает определенность.
Наречия направления:
| yona'  | вверх по течению | up river       |
| yodo'  | вниз по течению  | downriver      |
| yodigu | навеху (в небе)  | up there (sky) |

Наречия образа действия:
| hotw     | медленно | slowly |
| k’wsjala | почти    | almost |
| ts’e\ugh | быстро   | fast   |

Наречия могут иметь и постпозицию:
| dodo'      | ниже по течению               | downriver              |
| dodots’inh | со стороны устья              | from downriver         |
| dodots’ine | тот, который со стороны устья | the one from downriver |
| k’odet     | сейчас                        | now                    |
| k’odede    | тот, который новый            | a new one              |

#### Союзы
Также в верхнекускоквимском есть союзы, они схожи с английскими:
| ts’ihighne | чтобы | so |

Mi’i\ du\ diti\'e\ ts’ihighne dojole k’at.
Мне нужен топор, чтобы достать дрова.
I want an axe so I can get wood.

### Синтаксис
Верхнекускоквимский является полисинтетическим языком, можно сказать, что в этом языке практически нет синтаксиса, всё выражено морфологией. В глаголе выражаются предикатно-аргументные отношения — местоименные аргументы выражают лицо, число и их роль в предикации, маркируется вершинный аргумент. Тип ролевой кодировки — аккузативный. Базовый порядок слов SOV.
Примеры верхнекускоквимских предложений:
| Dina    | dineje | izdlanh.       |
| человек | лось   | поймал/поймала |
| man     | moose  | he/she caught  |

Человек поймал лося.
The man caught a moose.
| Dineje | izdlanh.       |
| лось   | поймал/поймала |
| moose  | he/she caught  |

Он поймал лося.
He caught a moose.
| Yizdlanh.                 |
| его он/она поймал/поймала |
| it he/she caught          |

Он его поймал.
He caught it.